# Adergas
Adergas este o localitate din comuna Cerklje na Gorenjskem, Slovenia, cu o populație de 234 de locuitori.